# Villamiel de la Sierra
Villamiel de la Sierra è un comune spagnolo di 48 abitanti situato nella comunità autonoma di Castiglia e León.